# 沈斌 (五代)
沈斌（？—945年），一作沈赟，字安时，是五代十国徐州下邳人。
少年时参军为军卒，后梁时为拱宸都指挥使。后唐历任虢州、随州、赵州刺史，后晋为祁州（今河北省无极县北）刺史，开运元年（945年），契丹国入侵后晋，沈斌率军出击，兵败后祁州城破，沈斌自杀。

## 延伸阅读
[在维基数据编辑]
 《舊五代史·卷95》，出自薛居正《舊五代史》